# 高坑镇
高坑镇，是中华人民共和国江西省萍乡市安源区下辖的一个乡镇级行政单位。

## 行政区划
高坑镇下辖以下地区：
周家坊社区、民主社区、山下社区、和平社区、泉江社区、黄泥墩社区、王家源社区、南竹山社区、高坑村、富田村、泉江村、丰园村、彭泉村、茶园村、裴家村、楠木村、浒泉村、云泉村、茶亭村、新华村、王家源村和石上村。